# Cartea groazei
Cartea groazei (titlu original: The Haunting Hour: Don't Think About It) este un film american de groază pentru copii din 2007 regizat de Alex Zamm.
Filmul a fost scris de Dan Angel și Billy Brown după o carte de R. L. Stine și îi are în distribuție pe Emily Osment, Cody Linley, Brittany Curran și Tobin Bell. A fost lansat direct pe DVD. Intriga urmărește o fată goth pe nume Cassie (Emily Osment) care se mută într-un oraș nou și este fascinată de ocultism. La un magazin misterios de Halloween, proprietarul magazinului (Tobin Bell) insistă să-i vândă o carte veche. Blocată cu fratele ei Max (Alex Winzenread) în noaptea de Halloween, ea îi citește cartea, în ciuda avertismentelor din carte ca să nu o citească cu voce tare sau să nu se gândească la monstrul descris în carte. După ce monstrul prinde viață și îl prinde pe Max, Cassie, cu ajutorul prietenului ei, trebuie să-l salveze pe Max și să-l învingă pe monstrul înainte ca părinții lor să se întoarcă de la o petrecere de Halloween.
Filmul a fost o producție comună între Universal Studios Home Entertainment Family Productions, The Hatchery și Steeltown Entertainment. Cartea groazei a fost lansat direct pe DVD de Universal Studios Home Entertainment la 4 septembrie 2007 și a fost difuzat pe Cartoon Network la 7 septembrie 2007. Filmul a primit în mare parte recenzii pozitive din partea criticilor, la lansarea sa.

## Distribuție
- Emily Osment - Cassie Keller
- Cody Linley - Sean Redford
- Brittany Curran - Priscilla Wright
- Alex Winzenread - Maximilian "Max" Keller
- Tobin Bell - Străinul